# Футбольные хулиганы
Футбо́льные хулига́ны — лица, нарушающие общественный порядок, оправдывая свои действия футбольными пристрастиями. Сами футбольные хулиганы расценивают своё движение как субкультуру. Как правило, различные действия на почве футбольного хулиганства совершаются до или после футбольных матчей, а также в местах больших скоплений футбольных болельщиков.

## История развития движения в Англии

### Зарождение
Как и сам футбол, истоки околофутбольного насилия берут своё начало в Великобритании. Английский футбол знаком с инцидентами, связанными с футбольными беспорядками, начиная с XIX века. Уже в те времена поклонники команд и сами игроки нередко сходились «стенка на стенку» после окончания игры. Однако футбольное хулиганство в том виде, в котором оно существует по сей день, начало зарождаться в Великобритании в конце 1950-х годов.

### Развитие

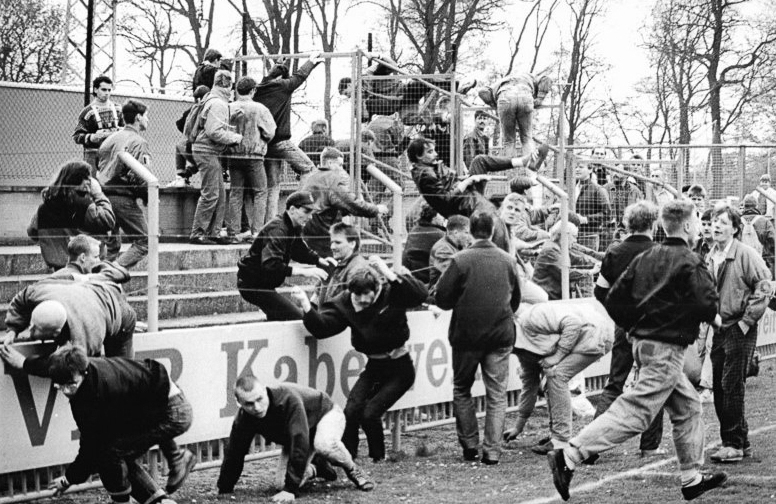
Апрель 1990 года, ГДР

Рабочая молодёжь окраин больших городов Англии, не имея средств на дорогие развлечения, выбрала вполне доступный — футбол. Постепенно им стало недостаточно поддержки команды на домашних матчах, а с началом поддержки своих клубов на гостевых поединках возникли первые проблемы.
В середине 1960-х годов трибуны английских стадионов примерно на 70 % состояли из тех, кто отождествлял себя с футбольным насилием. Каждый второй матч заканчивался серьёзными потасовками, некоторые районы городов на время матчей превращались в запретные зоны. Из одного города в другой выезжало от 400 до 7000 человек с чётко определённой целью «выявить сильнейшего». Вследствие этого тысячи обычных поклонников игры стали держаться подальше от стадионов, а телетрансляции стали для них практически единственной альтернативой посещению матчей.
Ситуация не улучшилась, когда телевидение помимо самой игры стало демонстрировать массовые драки с участием болельщиков. Это не только воодушевляло хулиганов, но и являлось новым средством общественной огласки и саморекламы. Аналогичная ситуация наблюдалась и в прессе — коллекционирование газетных заметок о своих «подвигах» стало настоящим увлечением для многих фанатов.
Ситуация требовала вмешательства властей, и реакция последовала. Были значительно ужесточены законы, регулирующие правопорядок; на самых отъявленных и опасных для общества хулиганов заводились специальные картотеки. Многие из хулиганов оказались за решёткой, другие отделались пожизненными запретами на посещение футбольных матчей. Полиция внедряла своих людей в фанатскую среду, выявляя лидеров и предотвращая возможные пересечения враждующих группировок на корню. Наконец, развивающиеся технологии позволили оборудовать стадионы и прилежащие к ним территории камерами видеонаблюдения, что в значительной степени повышало для хулиганов вероятность быть опознанными — и, впоследствии, арестованными.
В конце 1970-х — начале 1980-х годов внутренняя проблема Англии переступила границы и приняла общеевропейский масштаб. Довольно успешная игра английских клубов в Еврокубковых турнирах раз за разом привлекала всё большее и большее количество британцев, желавших посмотреть игру своих земляков на выезде. Флагманами английского выездного движения стали фанаты «Ливерпуля», которые постепенно стали прививать европейцам свой «стиль поддержки клуба», включая побоища и погромы во всех городах, где волей жребия выпадало играть их клубу.

### Эйзельская трагедия
Дело дошло до трагедии, в которой погибли невинные. В 1985 году на бельгийском стадионе «Эйзель» на финальном матче Кубка европейских чемпионов между итальянским «Ювентусом» и английским «Ливерпулем» из-за неорганизованной продажи билетов активные фанаты обоих клубов оказались на соседних секторах. Оказавшиеся в меньшинстве болельщики «Ювентуса» полезли на стену, та обрушилась, погибло 39 человек, преимущественно итальянцев; сотни людей были ранены; УЕФА отстранила на 5 лет все английские клубы от участия в еврокубках, а «Ливерпуль» был отстранён на год сверх этого срока.
Так как игра транслировалась в прямом эфире, картина разыгравшейся трагедии обошла практически весь мир. В результате жесточайших мер, принятых властями Англии, многие хулиганские группы прекратили своё существование, другие же, придя в шок от увиденного на экранах, сами вернулись к нормальной жизни. Постепенно движение затухало, и причин этому было несколько. Первой и, наверное, самой главной являлась социальная переориентация молодёжи. В начале 1990-х годов Британию захватила танцевальная рейв-культура с обилием наркотиков, которая вывела хулиганское движение из моды.

### Трагедия на Хиллсборо
Немаловажную роль в постепенном остывании движения сыграла и трагедия, произошедшая на шеффилдском стадионе «Хиллсборо» 15 апреля 1989 года, где в результате давки погибло 96 ливерпульских болельщиков. Англия пережила шок; некоторое время люди попросту боялись ходить на стадионы.

### Современный этап
На современном этапе английский «околофутбол» приобрёл отчётливые черты так называемого стиля «Casuals» (с англ. — «обычный»). Основным принципом любого английского фаната является незаметность, отсутствие клубных цветов в одежде, символики.
Пересечения враждующих группировок проходят, как правило, вдали от стадионов и в большинстве случаев заранее оговариваются в Интернете или же по телефону. Фанаты стали мобильнее и бдительнее. Изменения в структуре английского общества привели в движение большее количество довольно состоятельных и образованных молодых людей, которые придали ему большую закрытость и расчётливость. Проводимые акции планируются неделями и просчитываются до каждой детали, ведутся информационные войны, проводятся отвлекающие манёвры. Учитывая современные технические возможности английской полиции, до сих пор считающей одним из приоритетных направлений своей деятельности борьбу с околофутбольным насилием, эти меры в какой-то степени просто помогают английским хулиганам выжить.
Единственной «отдушиной» для англичан являются выездные матчи в Европе, однако и там после нашумевшей высылки в 1993 году из Нидерландов 1100 английских фанатов, представители английских клубов стали вести себя более сдержанно.

## История развития движения в СССР и на постсоветском пространстве

### Зарождение
Процесс зарождения новой для страны субкультуры напрямую связан с началом выездной деятельности определённой части поклонников советских клубов. Первыми посещать гостевые игры своего клуба в начале 1970-х начали поклонники «Спартака», вскоре к ним присоединились фанаты и других московских команд. Не отстали и фанаты киевского «Динамо», и ленинградского «Зенита».
К концу 1970-х движение набирало силу, ряды поклонников расширялись, и на фанатов обратила внимание власть. КГБ негативно отнёсся к новому веянию молодёжи, охарактеризовав его как антисоветское. В результате многие замеченные в секторе молодые люди исключались из вузов, теряли работу. Но даже несмотря на это, фанаты московского «Спартака» продолжали выезжать в другие города по 300—400 человек.
В середине 1980-х годов обстановка изменилась кардинально. После прихода к власти Михаила Горбачёва и объявления курса на перестройку фанаты получили гораздо больше свободы — и клубы, оценив эффективность их поддержки во время выездных матчей, стали активно поощрять присутствие своих поклонников на гостевых играх.
Движение начало набирать массовость, и взгляды новой волны устремились в сторону Англии. Во многом благодаря английскому влиянию, на трибунах советских стадионов стали появляться футбольные песни, речёвки и сленг, но, что ещё более важно, вместе с ними пришла и хулиганская ментальность, отличающая английский «околофутбол». Одним из основных последствий английского влияния стал резкий рост насилия среди болельщиков.
Уже в 1987 году произошла одна из крупнейших массовых драк в истории советского футбола. На игру Чемпионата СССР по футболу между киевским «Динамо» и московским «Спартаком» отправилось примерно 450 московских фанатов, сумевших вовлечь болельщиков «Динамо» в грандиозную битву, вспыхнувшую в самом центре Киева. В 1990 году советские фанаты впервые заявили о себе за границей, когда около 150 фанатов московского «Спартака», вслед за своей командой съездили в Прагу на матч 1/16 финала Кубка чемпионов с местной «Спартой».

### Развитие
Распад Советского Союза в 1991 году, помимо прочего, привёл к развалу прежней инфраструктуры советской футбольной лиги, что в значительной степени отразилось на развитии зарождавшейся фанатской культуры. За пределами внутреннего первенства оказались такие привлекательные для выездов клубы, как «Динамо» (Киев), «Динамо» (Тбилиси), «Динамо» (Минск), «Жальгирис» (Вильнюс). На смену же им пришли середняки из российской провинции, и посещаемость футбольных матчей в стране упала.
Тишина на футбольных стадионах России продолжалась до середины 1990-х годов и могла затянуться на более долгий срок, если бы не фанаты двух московских клубов: ПФК ЦСКА и ФК «Спартак». Ещё до распада СССР болельщики этих клубов были самыми активными участниками хулиганских столкновений. Поддержка, оказываемая ими, где бы они ни появлялись, практически всегда вызывала проблемы. И именно эти клубы делегировали на российскую авансцену первые хулиганские группировки европейского масштаба: «Red-Blue Warriors» у ЦСКА и «Flint’s Crew» у «Спартака». На фоне противостояния этих двух банд начал постепенно возрождаться интерес к фан-культуре среди остальных российских болельщиков.
К началу чемпионата 1994 года практически у каждого крупного футбольного клуба России появились свои группировки, однако столкновения между ними имели нечастый и скоротечный характер.
Движение продолжило развитие и после событий 1995 года, когда на столичном дерби ЦСКА — «Спартак» более 200 хулиганов перед матчем учинили грандиозную драку. Тогда на происходящее обратили внимание силовые структуры, последовали аресты, милиция заняла крайне жёсткую позицию, и фанаты, дабы оградить себя от лишнего внимания, стали скрытными и осторожными, переняв тактику, характерную для британских «Кэжуалс».
1997 год ознаменовался новой вспышкой насилия — московское дерби ЦСКА — «Спартак», проходившее на стадионе «Динамо» 23 августа, завершилось дракой, в которой полную и безоговорочную победу одержали фанаты ЦСКА. После этих событий спартаковским хулиганам не оставалось ничего иного, как восстанавливать свою пошатнувшуюся репутацию и серьёзно готовиться к визиту другого клуба, с фанатами которого их связывало не менее принципиальное и жестокое соперничество, — питерского «Зенита». Целью москвичей была главная ударная сила «Зенита», группировка «Невский фронт», которая наводила ужас на гостей в Санкт-Петербурге, но никак не проявляла себя во время выездов. Примерно 500 её представителей высадились на автовокзале около станции метро Щёлковская и, растянувшись колонной, выдвинулись в направлении стадиона «Локомотив». Информация о передвижении гостей быстро дошла до спартаковцев, и приблизительно в километре от стадиона около 200 московских хулиганов атаковали своих оппонентов. Драка была в полном разгаре, когда на место событий прибыла милиция, которой для охлаждения пыла участвующих пришлось применить огнестрельное оружие. По окончании драки милицией были задержаны 170 москвичей.

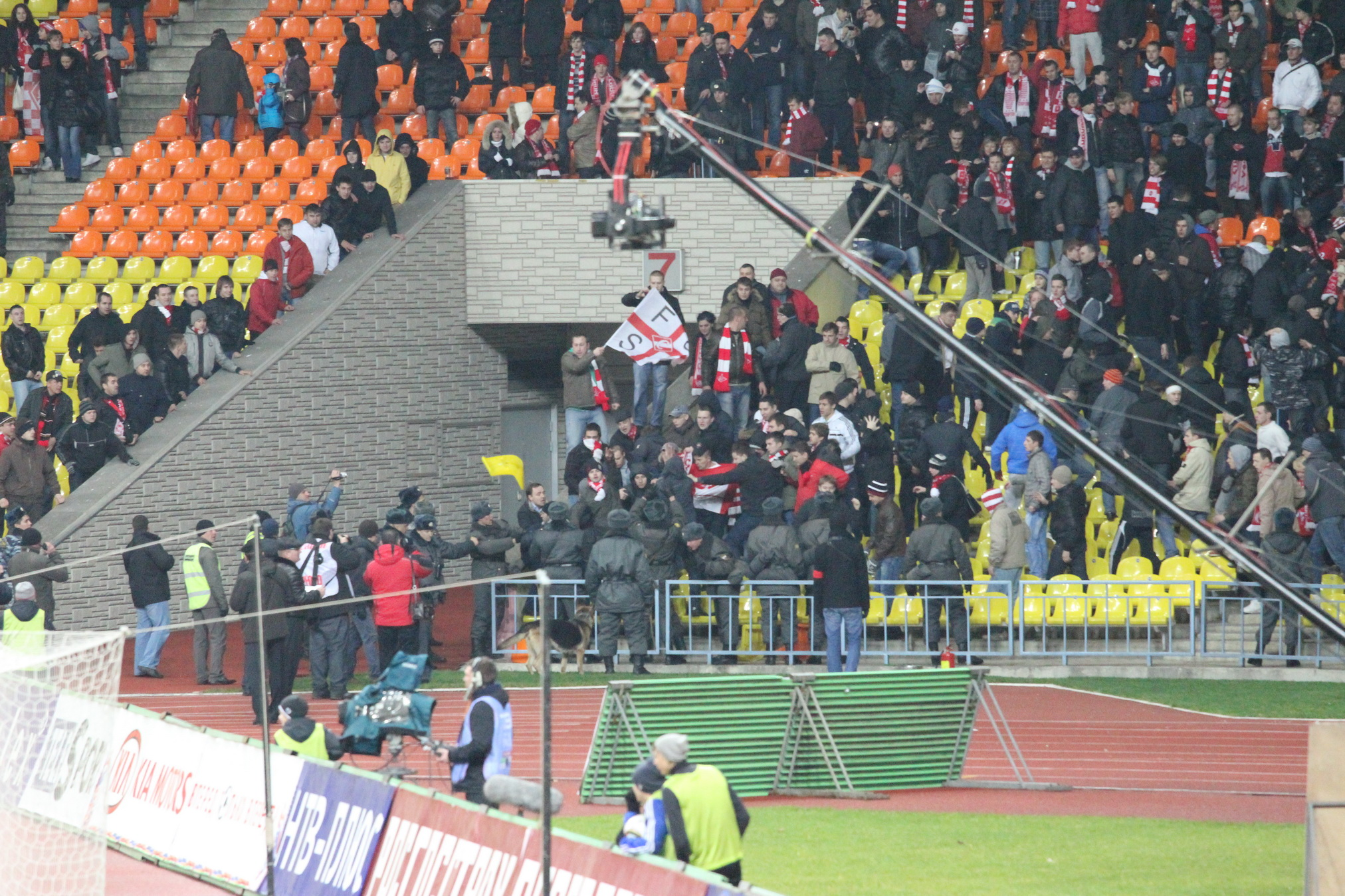
Драка болельщиков московского «Спартака» с милицией

Этот инцидент получил серьёзный отклик в СМИ, которые назвали его «Щёлковской битвой». Месяц спустя фанаты «Спартака» и ЦСКА вновь оказались на первых полосах газет благодаря грандиозной драке, устроенной ими перед хоккейным дерби своих команд (это неправильная информация из книги Д. Бримсона. На самом деле эта драка произошла годом позже, в конце сентября 1998 года перед матчем, в котором ЦСКА обыграл «Спартак» 4:0). После этого инцидента власти перешли к самым решительным действиям.
Во время серьёзных игр милиция, усиленная конными отрядами и ОМОНом, контролировала все передвижения на подступах к стадионам, создавались специальные оцепления, сопровождающие приезжих фанатов до железнодорожных станций или автобусов. Любое сосредоточение фанатов моментально разгонялось, по периметру поля стояли сотни милиционеров, бдительно наблюдавших за всем, что происходит на трибунах, любого рода пиротехника была запрещена. Представители закона не церемонились, и нередко под резиновые дубинки ОМОНа попадали ни в чём не повинные поклонники игры. Ситуация достигла своего апогея в сентябре (на самом деле в июне) 1999 года, когда на выездной игре московского «Спартака» с раменским «Сатурном» в гостевом секторе вспыхнула 15-минутная драка между фанатами и подмосковным ОМОНом, принявшая настолько ожесточённый характер, что впервые в истории российского футбола игру пришлось прервать. Инфраструктура стадиона довольно сильно пострадала.
В 1998 году российские хулиганы «отметились» и за пределами России. В рамках отборочного цикла к Чемпионату Европы 2000 сборной России предстояло встретиться с одним из своих принципиальных соперников — сборной Украины. Выезду около 2000 хулиганов со всей страны на матч в Киев предшествовала встреча лидеров московских банд, на которой было принято решение о заключении временного нейтралитета в целях объединения усилий «пред лицом общего врага». Беспорядки в Киеве начались уже за два дня до игры и завершились беспрецедентной массовой дракой у стадиона «Олимпийский».
Другой инцидент имел место в Белоруссии. Несмотря на то, что белорусы воспринимаются большинством русских как братский народ, группа хулиганов из различных российских группировок, приехавших в Минск на товарищескую встречу, стала объектом националистических и антирусских выпадов со стороны местных фанатов. Возникла драка, в разгоне которой приняли участие специальные подразделения милиции.
Таким образом, события вокруг сборной команды России привлекли внимание мировой общественности к стремительно развивающемуся хулиганскому движению в стране.
Следующей страницей российской околофутбольной истории стали события 9 июня 2002 года, когда после поражения российской команды на чемпионате мира от команды Японии разъярённые молодые люди учинили массовые погромы в центре Москвы. На фоне исключительно мирно прошедшего турнира это происшествие вызвало широчайший резонанс.

### Современный этап
В настоящее время российский «околофутбол» можно назвать сформировавшимся социальным явлением с ярко выраженными чертами английского стиля поддержки клуба как на домашних, так и на гостевых поединках. Свои банды (на сленге — «фирмы») имеют практически все клубы российского национального футбольного первенства вплоть до команд второй лиги. Движение носит ярко выраженный характер направления «Кэжуалс», но со своими национальными особенностями. В среде российских хулиганов очень сильны идеи русского национализма. В этом смысле российское хулиганское сообщество отличается от современного движения в Великобритании, где национализм по сравнению с 1970—80-ми отошёл на второй план. Помимо этого, национальной чертой российского околофутбола является достойная поддержка команды на домашних матчах.
Однако беспорядки болельщиков сборной России не прекращаются. Так, особо известны скандалы на матчах с балканскими командами. Осенью 2006 года на матче с командой Македонии в Скопье россияне устроили драку, поддавшись на антирусские и антисербские лозунги. В драку вмешались македонские силы правопорядка. Летом 2007 года в Загребе перед матчем с Хорватией кто-то из болельщиков России сорвал хорватский флаг со здания мэрии и повесил туда российский. Виновника не удалось найти, а хорватский флаг вернули на место. В том же году перед матчем с Англией произошли несколько мелких стычек с англичанами, однако ничего серьёзного и опасного ни во время игры, ни после не случилось. 18 ноября 2009 года до и после матча Словения-Россия (1:0) произошли несколько крупных стычек между фанатами России и Словении, а во время проведения группового этапа Евро-2012 в Варшаве произошли также стычки между польскими и российскими фанатами.
Евро-2016 был омрачён массовой дракой английских и российских фанатов в Марселе, вследствие чего России пригрозили серьёзными мерами вплоть до дисквалификации сборной в случае повторения беспорядков, и хотя РФС принял все меры, вплоть до Кубка конфедераций 2017 и чемпионата мира 2018 года в британских СМИ (государственных и частных) то и дело появлялись публикации о возможных провокациях со стороны российских болельщиков в отношении иностранцев. В феврале 2017 года телеканал BBC выпустил в эфир документальный фильм «Армия хулиганов России» о российских ультрас, которые якобы готовились к возможным дракам с англичанами на чемпионате мира. В ответ на это на матче «Спартак» — «Локомотив» российские ультрас вывесили баннер с ироничной надписью «Blah Blah Channel» в адрес BBC, выразив своё недоверие к фактам из фильма.
Несмотря на опасение мирового сообщества в преддверии Чемпионата мира по футболу в России в 2018 году, полиции удалось пресечь возможные массовые беспорядки с участием российских и иностранных футбольных хулиганов.

## В массовой культуре

### Культовые книги
- «Английская болезнь» — Билл Буфорд
- «Куда бы мы ни ехали» («Мы идём») — Дуги Бримсон
- «Фабрика футбола» — Джон Кинг
- «Команда» — Дуги Бримсон
- «Англия на выезде» — Джон Кинг

### Культовые фильмы
- Фабрика футбола
- Клетка
- Удостоверение
- Ультра
- Ушедшее время
- Фирма
- Хулиганы Зелёной улицы
- Касс
- Ультрас (фильм 2020 года)

## Инциденты, связанные с околофутбольным насилием
- Трагедия на стадионе «Эйзель», 1985 год
- Беспорядки на стадионе «Максимир» в Загребе, 1990 год
- Беспорядки на Манежной площади в Москве, 2002 год
- Беспорядки на Манежной площади в Москве, 2010 год